# Eupithecia hilacha
Eupithecia hilacha es una especie de polilla de la familia Geometridae. La especie fue descrita por primera vez por Paul Dognin habiendo sido descrita en 1899, con distribución en Ecuador. El holotipo de la especie fue descrita en los alrededores del sector El Monje, al sur de la ciudad de Loja.

## Descripción
Es una polilla pequeña con una envergadura de 18 milímetros (0,7 plg). Es de color pizarra con casi todas las costillas marcadas en marrón, excepto en los extremos terminales que son verdosos. A partir de esta línea central, el ala está atravesada por una serie de líneas blancas, finas, paralelas e indistintas. Las alas estás bordeados por un fino ribete marrón cortado con blanco en las venas.
La parte superior de las patas inferiores son de color blanco, mientras que el borde abdominal de color gris verdoso veteado de marrón. las antenas no son visiblemente pubescentes.
Tiene gran similitud con la especie peruana Eupithecia pippa.